# Line Filhon
Line Filhon (née le 18 mars 1970) est une graveuse française.

## Biographie
Formée à la gravure à l'École Estienne de 1985 à 1990 par Pierre Forget et Gérard Desquand, Line Filhon commence sa carrière chez ce dernier, à l'atelier G4 gravure, dans le 11e arrondissement de Paris. Elle y obtient la cogérance de Desquand Gaufrage qu'elle quitte en 2005.
Elle se tourne alors vers le monde philatélique et réalise des cachets commémoratifs d'oblitération pour le Service des postes et télécommunications de Wallis-et-Futuna avant de réaliser son premier timbres-poste pour la France métropolitaine sur l'abbaye de Royaumont, émis le 28 septembre 2009.

## Récompenses
- 1997 : Meilleur ouvrier de France en gravure sur acier et gaufrage sur laiton[1].